# Václav Věžník
Václav Věžník (* 1. srpna 1930 Brno) je český operní režisér a hudební pedagog.
Studoval hudební vědu na Filozofické fakultě Masarykovy univerzitě v Brně, odkud přešel na Hudební fakultu Janáčkovy akademie múzických umění, kde v letech 1950–1954 absolvoval obor operní režie. Po studiu byl přijat jako asistent režie do Janáčkovy opery Státního divadla v Brně, později se prosadil vlastními režiemi. Jeho prvním úkolem byla režie opery Gaetana Donizettiho Don Pasquale (1955). V roce 1958 se stal řádným operním režisérem a tuto funkci vykonával až do roku 1993. Režíroval operní díla všech nejvýznamnějších světových autorů – Mozarta, Verdiho, Wagnera a mnoha dalších. Jeho hlavní zájem však byl a je soustředěn na opery Bedřicha Smetany a Leoše Janáčka. V roce 1990 byl prezidentem republiky jmenován řádným profesorem operní režie na Janáčkově akademii múzických umění v Brně.
Inscenace Václava Věžníka vynikají zasvěcenou interpretací hudební i divadelní a jsou oceňovány jak kritikou a odbornou veřejností, tak diváky. Přinášejí publiku hluboký umělecký zážitek díky velké a obrazivé nápaditosti a invenčnosti. Vedle režií na domovské scéně Janáčkovy opery vytvořil desítky inscenací v zahraničních operních domech, mj. v Norsku, Španělsku, Itálii a Německu. Dlouhá léta působil také jako pedagog operní režie na Janáčkově akademii múzických umění.

## Ocenění
V roce 2005 se stal nositelem Ceny města Brna v oblasti dramatického umění.
V roce 2010 se stal nositelem Ceny Jihomoravského kraje za přínos v oblasti hudby.